# Tunbes
Tunbes is een bestuurslaag in het regentschap Timor Tengah Utara van de provincie Oost-Nusa Tenggara, Indonesië. Tunbes telt 482 inwoners (volkstelling 2010).